# Aleixo III de Trebizonda
Aleixo III de Trebizonda (Trebizonda, 5 de outubro de 1338 – Trebizonda, 20 de março de 1390) foi um imperador do Império de Trebizonda que reinou entre 1349 e 1390. Era filho do imperador Basílio de Trebizonda, sucedeu a Miguel de Trebizonda e mudou seu nome de João para Aleixo. Casou-se em 1351, com Teodora Cantacuzena, sobrinha do imperador bizantino João VI Cantacuzeno.
Casou muitas princesas de Trebizonda com os emires da área, como sua irmã Maria, que casou com o filho do líder da Confederação do Cordeiro Branco. Em 1360 construiu a fortaleza de Gümüşhane, que dominou o caminho do Baiburte, mas o governador João Cabazita foi derrotado por Latife do Baiburte e só impediu seu avanço pela morte do emir nas mãos do povo de uma aldeia no caminho (1361).
Em 1364 concedido novos privilégios comerciais aos venezianos.
Em 1362 Kilidge Kelkar Arslan, um líder turcomano, ganhou Sebinkarahizar, e atacaram a fortaleza do Siran, e se tornou o dono da região, após as campanhas realizadas entre 1368 e 1374.
Em 4 de março de 1380 Aleixo III atacou o turcomanos que dominado Sinope, Samsun, Giresun eo vale do Hars e derrotou em Kurtun.
Ele morreu em 1390 e foi sucedido por seu filho Manuel III.